# Le Comte de Monte Cristo
Le Comte de Monte Cristo (El Conde de Montecristo, en España; El Conde de Monte Cristo, en Hispanoamérica) es una miniserie francesa-italiana-alemana de 1998, dirigida por Josée Dayan y distribuida en 4 episodios de 100 minutos cada uno, basada en la novela del mismo nombre de Alexandre Dumas y Auguste Maquet. Está protagonizada por Gérard Depardieu, Ornella Muti, Jean Rochefort y Pierre Arditi, entre otros.
Aunque presenta cambios en la trama y en el final de la historia y supresión de ciertos personajes, esta miniserie está considerada una de las mejores adaptaciones de la obra original. Cuenta la historia de Edmond Dantès, joven marinero ingenuo y honesto que un día ve truncados sus planes de casarse con su prometida, la española Mercedes Igualada, y de llevar con ella la vida pacífica que siempre soñó, debido a la traición de sus amigos Fernand Mondego y Eugène Danglars. Edmond es condenado injustamente a presidio en el castillo de If, en Marsella, donde permanece 18 años encarcelado. Allí conoce al abate Faria, un monje que le revelará el sitio donde ocultó un tesoro y le ayudará a escapar. Convertido en un hombre rico y poderoso, se propone, bajo el nombre de conde de Montecristo, vengarse de aquellos que le han acusado o que se han beneficiado de su desaparición para ascender en la sociedad.

## Resumen

### Capítulo 1
Corre el año 1833 en Marsella. En el castillo de If los prisioneros reclaman mejor comida, menos el número 34, Edmond Dantès, que ya ha perdido la esperanza y sólo piensa en morir. Sus mejores amigos le traicionaron y le hicieron encarcelar injustamente dieciocho años atrás, el día de sus esponsales con su amada Mercedes. Mediante una carta anónima, Fernand Mondego y Eugène Danglars informaron al fiscal del rey, el señor Villefort, de que en su último viaje a bordo del Faraón, el barco en el que viajaba como marinero, Dantès había desembarcado en la isla de Elba, donde estaba exiliado Napoleón después de su derrota en Waterloo, y recogió una carta de parte del antiguo emperador. Dantès no lo negó ante el fiscal, puesto que había obedecido las órdenes del capitán de su barco cuando estaba muriendo de fiebres y que, a su vez, le había ordenado que la entregara personalmente a su destinatario en París. El fiscal le pidió a Dantès la carta que debía entregar y, después de leerla, lo mandó encarcelar. En la carta, Napoleón ordenaba a Noirtier, el destinatario, que se deshiciera de su peor rival en París, para poder volver a Francia y retomar el poder.
Mientras Dantès se tortura en la cárcel con el recuerdo de su juventud perdida, un monje llamado Faria consigue llegar a su celda por un túnel y le devuelve la esperanza. Le cuenta de la existencia de un antiguo tesoro escondido en una isla, la isla de Monte Cristo. Cuando Faria muere, Dantès consigue hacerse pasar por él para que se deshagan de él pensando que es el cuerpo del monje muerto. Los guardias del Castillo de If lo lanzan al mar desde un acantilado, ya que no tienen más espacio para enterrar a los muertos. Por eso Dantès, que es buen nadador debido a sus años de largas travesías en barco, consigue salvarse nadando hasta la playa. Entre tanto, en el castillo se han enterado de su desaparición y los soldados salen en su busca.
Una vez en la ciudad, Dantès se dirige a su casa donde, por una vecina, descubre que su padre ha muerto de pena porque creyó que él había muerto. También pregunta a los vecinos de la ciudad por Mercedes y por Fernand, y se entera de que ninguno de los dos vive allí desde hace 18 años. Cuando se encuentra en el puerto examinando los barcos y mercancías y buscando algo de comer, el capitán de un barco que se dedica al contrabando le ofrece embarcarse en su navío porque no tiene suficientes marineros. Dantès lo acepta. 
En el barco conoce a Bertuccio, que trabaja de cocinero a bordo y que, según el capitán, cocinó durante años para aristócratas italianos. A su paso por el archipiélago de la Toscana, Dantès pide que lo desembarquen en la isla de Montecristo y vuelvan a buscarlo al cabo de unos días. El capitán lo acepta porque sabe que no podrá escapar de la isla, pues sabe que se ha escapado de If y quiere obtener un rescate por él. Bertuccio quiere salvar al marino y se escapa del barco para advertirle.
Mientras tanto, Dantès encuentra en Montecristo el tesoro del que le habló el abate Faria: un cofre lleno de dinero, de joyas, de alhajas y piedras preciosas. Al llegar Bertuccio a rescatarle de la isla en un pequeño velero, desconfía de sus intenciones, pero el cocinero le insiste en que quiere ayudarle y le pide que lo tome a su servicio como criado. Dantès lo acepta de mala gana y se dirigen a la costa italiana.
Una vez en Italia, Dantès, vestido como un aristócrata y haciéndose llamar Conde de Montecristo, compra con parte del tesoro el 51 por ciento del capital del banco italiano Thompson & French, en el que, como propietario, ordena que suspendan el vencimiento de los créditos de la naviera Morrel, la compañía para la que trabajó como marinero hasta que lo encarcelaran, hasta que el Faraón, el único buque que le queda a la familia Morrel, vuelva de las Indias Orientales con la mercancía que garantizará la supervivencia de la naviera.
De vuelta a Marsella, y esta vez disfrazado de cura y haciéndose llamar Padre Busoni, compra el piso donde vivía con su padre y se instala allí con Bertuccio. Busoni visita en las cercanías de Marsella la posada de Caderousse, un tabernero que servía a Dantès, Danglars y Mondego cuando eran jóvenes en su tasca situada en el puerto de Marsella. Haciéndose pasar por el confesor de Dantès, Busoni asegura a Caderousse que el marinero ha muerto y que antes de morir le pidió que entregara una piedra preciosa de 50.000 francos en herencia a sus tres amigos de juventud. Como Caderousse es un bribón fascinado por el dinero fácil, le confiesa al cura que no es justo dividir la piedra en tres partes, puesto que Danglars y Mondego son los responsables del arresto de Dantès. Es así como Dantès confirma sus sospechas de que sus amigos le traicionaron. El posadero le cuenta que ambos salieron beneficiados después de su desaparición, pues Fernand Mondego estuvo sirviendo en Grecia como soldado al servicio del sultán Ali Pashá, que lo ascendió a general y lo recompensó con una gran fortuna, y de regreso a Francia, se casó con Mercedes y se fue a vivir a París, nombrado conde de Morcerf y par de Francia. A su vez, Danglars, también se fue a la capital, donde amasó una fortuna, fundó un banco y fue nombrado barón. Sin revelar su verdadera identidad, Busoni entrega la piedra a Caderousse y se va.
Sediento de venganza y furioso con Dios por no haber hecho justicia, Dantès entra en una ermita para anunciar:

Moi, je ne prends pas les gens en traître, ni les hommes ni les Dieux.
 Alors, je suis venu prévenir. Si tu n'as pas cru bon d'exercir ta justice divine
 je me charge de la manifester. À ma façon,
 qui sera impitoyable, que sera, aussi, éclatante.
Yo no tomo a la gente a traición, ni a los hombres ni a los dioses.
 Así que he venido a avisarte. Si no has tenido a bien ejercer tu justicia divina 
 yo me encargaré de manifestarla. A mi manera, 
 que será despiadada, que será, también, estremecedora.

Tomada la decisión de hacer justicia, Dantès viaja con Bertuccio a Oriente, donde pretende refinarse y aprender todo lo relacionado con la venganza.
Al cabo de un año, Dantès regresa a Marsella, con un séquito de criados a su servicio, en el momento en el que debe volver a puerto el Faraón con todas las mercancías traídas de las Indias Orientales. Disfrazado esta vez de Lord Wilmore, un supuesto representante de la banca Thompson & French, visita a Morrel, su antiguo patrón y dueño de la naviera, y a su hijo Maximilien. El Faraón ha naufragado y su tripulación ha llegado a puerto a bordo de otro barco, que les ha rescatado en el mar. Lord Wilmore concede una nueva prórroga de tres meses en el vencimiento de los créditos de la naviera, pero Morrel y Maximilien están desesperados. Hundido su último barco, la compañía Morrel está destinada a la bancarrota. 
Pero Dantès está muy agradecido a Morrel porque sabe que se ocupó de su padre cuando le encarcelaron, así que no tiene intención de dejar que la naviera quiebre. Por eso se desplaza de nuevo a Italia, donde manda construir un barco idéntico al Faraón para antes de tres meses. Allí conoce a Albert de Morcerf, un joven aristócrata que ha viajado a Italia para conocer sus costumbres, y que resulta ser el hijo de Fernand y Mercedes de Morcerf. Este muchacho ha oído hablar de la presencia en la ciudad del conde de Montecristo, del que cree que ha alquilado un buen lugar para contemplar la ejecución de un bandido llamado Roca Priori, perteneciente a la banda del malhechor Luigi Vampa. Por eso pide a Montecristo que lo acoja en su balcón para ver la ejecución. Indignado, Montecristo niega tener un lugar en lo que él considera una atrocidad.
Esa noche Bertuccio informa a Montecristo de que la banda de Luigi Vampa ha secuestrado a Albert de Morcerf para pedir un rescate. Aunque al principio Montecristo se niega a ayudar al hijo de quienes le traicionaron, Bertuccio lo convence para que lo haga. En vez de pagar su rescate, Montecristo negocia con Luigi Vampa: él se compromete a conseguir la liberación del condenado a muerte Roca Priori y Vampa deberá liberar sano y salvo al vizconde de Morcerf. Para conseguirlo, Montecristo soborna al juez que ha dictado la sentencia de muerte de Roca Priori. El día de la ejecución, Roca Priori es indultado y Albert de Morcerf es liberado, con lo que el vizconde queda eternamente agradecido al Conde de Montecristo.
Tres meses después, en Marsella, Morrel y Maximilien están desesperados por el vencimiento de su deuda y la llegada inminente de Lord Wilmore para reclamarla. Cuando Morrel está a punto de quitarse la vida para limpiar su nombre y no perjudicar el porvenir de su hijo, la anciana vecina del padre de Dantès entrega una bolsa con monedas a Maximilien, diciéndole que es de parte del padre Busoni. El muchacho llega a tiempo de impedir la tragedia y entrega el dinero a su padre. Justo en ese momento llega Lord Wilmore, a quien dan la buena noticia de que están en condiciones de pagar la deuda. Pero Lord Wilmore no sólo se muestra feliz por ellos. Les anuncia que acaba de ver llegar a puerto al Faraón cargado de mercancías provenientes de las Indias. Los Morrel no pueden creerlo, ya que el Faraón se había hundido tres meses atrás, pero Wilmore insiste en que se ha producido un milagro y se va. Padre e hijo contemplan por el balcón cómo lo que dice Wilmore es cierto. Con la emoción, el señor Morrel cae desplomado al suelo, sin vida.
Ajeno a la muerte de Morrel, Lord Wilmore recibe una carta de Albert de Morcerf invitándole a su casa en París como agradecimiento por salvarle la vida.

### Capítulo 2
Montecristo llega a París con su séquito de criados. Bertuccio, que ha trabajado a las órdenes de un conde, le enseña cómo comportarse en sociedad. El día acordado, Montecristo acude a su cita con Albert de Morcerf, que le presenta a sus amigos, el periodista Beauchamp y el comerciante Maximilien Morrel, al que finge no conocer. Después de ganarse la simpatía de todos, Montecristo acompaña al vizconde de Morcerf a conocer a sus padres, quienes le están muy agradecidos por haber salvado a su hijo. Fernand de Morcerf no reconoce a Dantès en Montecristo, pero Mercedes, al verlo, parece estar a punto de sufrir un desmayo. 
Después de la visita a los Morcerf, Montecristo acompaña a Fernand a oír la requisitoria del fiscal Villefort, quien también se encuentra en París desde hace veinte años. Da la casualidad de que la hija de Villefort, Valentine, está enamorada de Maximilien Morrel, aunque su padre ha convenido su matrimonio con el general Franz d'Épinay. De regreso a su nueva casa en las afueras de la ciudad, Montecristo pide a Bertuccio que le encuentre a una mujer que le haga compañía, y a quien pueda mostrar como su pareja en sociedad.
El siguiente paso de Montecristo es reunirse con el segundo de sus amigos que le traicionó: el barón Eugène Danglars. Montecristo informa al barón de que uno de los socios de su banco en Italia, Thompson & French, le ha abierto en la sociedad de Danglars un crédito ilimitado durante el tiempo que permanezca en París. Danglars se queda estupefacto, pero accede a entregar seis millones de francos a Montecristo para no contrariar a sus socios italianos.
Mientras tanto, Valentine y Maximilien piensan en la manera de evitar el matrimonio de la muchacha con Franz d'Épinay, porque saben que Villefort nunca aceptará como yerno al hijo de un comerciante que sólo dispone de un barco.
A su vez, Bertuccio ha encontrado para Montecristo la candidata perfecta a ser su amante. Se trata de una viuda de 31 años llamada Camille De La Richardais. La muerte en un duelo de su marido ha sumido a esta mujer en la pobreza, por lo que no sale de su casa de Auteuil. Es por eso que Montecristo se presenta en su casa de improviso con su lujosa caravana de manjares deliciosos y de criados para servirla. Después de la velada, Montecristo se encarga de proporcionarle vestidos, joyas y todo lo necesario para presentarla en sociedad. 
Para empezar a consumar su venganza, Montecristo soborna al encargado de un poste de telégrafo para que mande el mensaje de que el candidato a la corona española Carlos María Isidro ha viajado desde Francia a Madrid para arrebatarle el trono a Isabel II. Beauchamp vende esta información que le ha llegado a su periódico al barón Danglars, que corre a vender todos los títulos de propiedad españoles para no verse perjudicado económicamente por el caos político en ese país. Inmediatamente llega un desmentido de la información de la sociedad de telégrafos, pero Danglars ya ha perdido una fortuna por haber vendido sus títulos españoles.
Una noche, tras volver de la ópera con la señora De La Richardais, que ha compartido palco con él y con la familia de Morcerf, Montecristo sorprende a Caderousse fisgoneando en la casa de Auteuil. El antiguo posadero le quiere vender un secreto, pero Montecristo lo envía a ver al Padre Busoni, quien sí le recompensará por la información. Caderousse le cuenta a Busoni que en la casa donde vive la señora De La Richardais y que fue propiedad de los antiguos suegros de Villefort, los Saint-Meran de Marsella, el fiscal Villefort mantenía relaciones con Hermine Danglars, la mujer del banquero, y que tuvieron allí, sin que nadie lo supiera, un hijo bastardo que creyeron muerto al nacer y enterraron vivo en el jardín de la casa. Un vagabundo lo rescató y lo crio.
Montecristo aprovecha esa información para sus planes de venganza. Organiza en casa de Camille De La Richardais una comida campestre a la que invita a los Villefort, a los Danglars y a los Morcerf. Durante la velada, Montecristo cuenta a sus invitados la terrible historia que le ha contado Caderousse, sin mencionar los nombres de los amantes. Todos los presentes instan a Villefort a que, como fiscal del rey, investigue ese caso. Villefort queda aterrorizado ante la idea de que Montecristo sepa que fue él quien enterró a ese bebé, y de que ese bebé esté vivo. Hermine Danglars está conmocionada, y pide a Villefort que busque a ese niño que creían muerto, pero Villefort se niega.

### Capítulo 3
Valentine de Villefort y Maximilien Morrel siguen pensando en la manera de librarse del compromiso de la muchacha con Franz d'Épinay. Barrois, el criado de Noirtier, el padre de Villefort que sufre una parálisis de todo el cuerpo desde hace años y que odia desde siempre a la familia Épinay, informa al fiscal Villefort y a su esposa Héloïse de que si se lleva a cabo ese matrimonio, Noirtier los desheredará a todos. Pero Villefort no claudica: da más importancia a su posición privilegiada ante el rey que al dinero de su padre. Ese mismo día llega desde Marsella la señora de Saint-Meran, la madre de la primera esposa del fiscal y abuela de Valentine, para acudir al próximo enlace de su nieta.
Por su parte, Lord Wilmore se reúne con Maximilien Morrel, quien, después de agradecerle lo que hizo por su padre, le cuenta que la ciudad griega de Yanina, donde sirvió Fernand de Morcerf veinte años atrás, cayó en manos de los turcos porque alguien traicionó al sultán Alí Pashá, que murió a manos de los invasores. Gracias a la información de Maximilien, Montecristo localiza al capitán Cocles, que estuvo aquella época en Yanina, y éste le cuenta que fue Fernand de Morcerf, en aquella época Fernand Mondego, quien traicionó al sultán, a pesar de que éste le había hecho general y lo había gratificado con una gran fortuna. Montecristo financia una expedición para que el capitán Cocles vaya a Grecia y libere de los turcos a la princesa Haydée, la única superviviente de la masacre de su familia, y que fue convertida en una esclava.
Al no ver otra salida, Maximilien y Valentine planean fugarse para evitar la boda con Franz d'Épinay. Pero la noche de la fuga la señora de Saint-Meran muere envenenada, pidiendo en su lecho de muerte que tenga lugar la boda entre su nieta y el general d'Épinay. Incapaz de negarse al deseo de una moribunda, Valentine acepta su destino y se dispone a casarse. Pero durante la ceremonia civil, Barrois, el criado de Noirtier, interrumpe el acto, y entrega una carta a Franz d'Épinay por orden de su patrón. En ella, y antes de su parálisis, Noirtier confiesa haber matado en un duelo al padre de Franz d'Épinay. Se trata de la misión que Napoleón había encomendado a Noirtier, el padre de Villefort, en la carta que Edmond Dantès debía llevar a París. Villefort reconoce ante su familia que mandó encarcelar al joven mensajero por miedo a que hubiera leído la carta. Pretendía proteger a su padre del castigo que se impartía a los bonapartistas y a su vez eso le sirvió para ascender y convertirse en un fiel servidor del rey, pero Noirtier había matado a d'Épinay padre sin necesidad de que Napoleón se lo hubiera ordenado, porque él consideraba que era su deber. De esta forma, Franz d'Épinay rompe su compromiso con Valentine.
La primera parte de la venganza de Montecristo se cumple cuando Caderousse intenta entrar a su casa a robar, acompañado de Toussaint, el hijo bastardo de Villefort y compañero de presidio. Montecristo, disfrazado de Padre Busoni, sorprende al ladrón. Caderousse, intenta matar al cura, pero éste se defiende, y lo echa de la casa con los bolsillos llenos de oro. Una vez en el jardín, Toussaint apuñala a Caderousse para quedarse con el botín. Antes de que Caderousse muera, Busoni le confiesa su verdadera identidad.
Montecristo y la señora De La Richardais siguen yendo juntos a todos los acontecimientos de la alta sociedad parisina. Mercedes de Morcerf se muestra cada vez más abierta ante Montecristo y le confiesa que estuvo enamorada en el pasado, pero que su prometido desapareció y todos lo dieron por muerto. Montecristo le recrimina que la gente no desaparece sin más. Mercedes empieza a llamarlo Edmond, como parte de un juego.
En casa de los Villefort, Maximilien y Valentine celebran con el señor Noirtier que la muchacha ya no se casará con Franz d'Épinay. En la reunión, Barrois bebe una limonada que Valentine había hecho para su abuelo y cae desplomado, envenenado. Todos creen que Valentine ha envenenado a su abuela y a Barrois, y la encierran en su cuarto. Pero Montecristo sabe que es Héloïse quien tiene grandes conocimientos de venenos, y pide a Bertuccio que se haga pasar por criado para entrar al servicio de los Villefort y proteger a Valentine de su madrastra. Una noche, Héloïse da a Valentine una tisana envenenada, y Montecristo acude a escondidas con Bertuccio para darle un antídoto. Pero Héloïse no se rinde fácilmente y sigue acechando a la muchacha trayéndole todo tipo de bebidas.
Por otra parte, el capitán Cocles llega de Grecia con la princesa Haydée, que Montecristo aloja en su casa a pesar del disgusto de la señora De La Richardais. La información sobre la responsabilidad de Fernand de Morcerf sobre la caída de Yanina llega a manos del periodista Beauchamp, que la publica en el periódico y provoca que su amigo Albert de Morcerf lo rete a un duelo a muerte por la ofensa a su padre.

### Capítulo 4
El duelo entre Beauchamp y el vizconde de Morcerf no se llega a celebrar porque Montecristo demuestra ante la cámara de los pares de Francia que la acusación contra Morcerf es cierta, presentando a Haydée como testigo. Fernand de Morcerf es humillado y entonces Albert reta a Montecristo a un duelo el día siguiente por haber ofendido a su padre.
Albert de Morcerf no es muy hábil con las armas de fuego, y Mercedes pide a Montecristo que en el duelo falle a propósito el tiro a su hijo, de manera que en el siguiente intento, que será más cerca, Albert pueda alcanzarle. Montecristo sabe que Mercedes conoce su verdadera identidad, y ella se lo confirma. Por eso, y en agradecimiento a ella por haber estado al lado de su padre en su lecho de muerte, accede a dejarse disparar por Albert. Pero antes, Montecristo le cuenta a Mercedes que Fernand no sólo fue un traidor en Grecia, sino que también fue responsable de su encarcelamiento. Esa misma noche lo dispone todo para su muerte: libera a los criados y se ocupa de dejarles a ellos y a Bertuccio una buena renta. Sabiendo que al día siguiente habrá muerto, Montecristo pasa su última noche con Camille De La Richardais.
La mañana siguiente, justo antes de celebrarse el duelo, Albert de Morcerf pide disculpas a Montecristo. Su madre le ha contado todo lo que sucedió en Marsella veinte años atrás, y comprende que Montecristo quiera hacer justicia. Más tarde, Fernand de Morcerf visita a Montecristo, dispuesto a acabar con él. Pero no es capaz, cuando éste le revela que es Edmond Dantès. De vuelta a casa, y justo antes de que Mercedes vaya a comunicarle que no quiere volver a verle nunca más, Morcerf se mata de un tiro. 
En casa de los Villefort, sobreviene de nuevo la tragedia: Valentine ha sido envenenada. Pero Montecristo, disfrazado de Padre Busoni, le administra una poción que provoca un sueño profundo parecido a la muerte, a falta de un antídoto. El matrimonio Villefort entierra a Valentine pensando que está muerta, pero Busoni, que se encarga de las exequias, se encarga de que no sea inhumada, sino que Bertuccio lleve su ataúd a un lugar seguro.
Danglars, que ha seguido cayendo en las trampas de Montecristo y de Lord Wilmore, invirtiendo en negocios que resultan ser un fracaso, está en la bancarrota. No contribuye a su ánimo que su mujer le confiese que tuvo un hijo con un amante, y que, por lo tanto, ella no es estéril como él pensaba.
Por su parte, Mercedes dona toda su fortuna a un convento de monjas y renuncia a su título de condesa. Su hijo Albert se alista en el ejército para limpiar el nombre de su familia.
Y en casa de los Villefort, se vive el duelo más absoluto. Villefort, hundido con la muerte de su hija, acusa a Héloïse de haberla matado, igual que a su suegra y a Barrois, y la amenaza con condenarla a la guillotina si no termina ella misma con su vida. Así, Héloïse de Villefort, muere envenenada por su propio método. La venganza con el fiscal se consuma cuando Montecristo, aún vestido de Padre Busoni, le revela que es Edmond Dantès y le entrega la dirección de la prisión donde se encuentra su hijo Toussaint.
Maximilien Morrel no sabe que su querida Valentine está viva y, sumido en su tristeza, pide a Montecristo que le indique la manera menos dolorosa de morir, puesto que no puede vivir sin su amada. Montecristo, que no se atreve a confesarle que Valentine está viva porque no sabe si despertará de su profundo sueño, intenta convencerlo de que tenga esperanza, y se pone como ejemplo, revelándole su verdadera identidad. A pesar de ello, Maximilien se niega a seguir viviendo, y Montecristo le pide, en nombre de lo que Lord Wilmore hizo por su padre, quince días de plazo antes de quitarse la vida. Pasado ese tiempo, se encontrarán en Marsella y él mismo le ayudará a acabar con su vida si su dolor no ha desaparecido. 
Camille De La Richardais se niega a abandonar París con el Conde de Montecristo. Sabe que está enamorado de Mercedes desde hace veinte años y que será infeliz si se marcha con él. Pero antes de dejarlo partir, y a cambio de su renuncia a él, Camille pide a Edmond Dantès que perdone a todos los que le han hecho daño, dado que ella ha llegado a perdonar al hombre que mató a su marido. Dantès le promete hacerlo.
Eugène Danglars ha viajado a Italia para conseguir dinero en el banco Thompson & French, pero la banda de Luigi Vampa lo rapta. El Conde de Montecristo acude a la mazmorra donde se encuentra el banquero y, después de confesarle que él es en realidad el marinero a quien traicionó veinte años atrás, lo deja partir, cumpliendo la promesa que le hizo a Camille De La Richardais. Eso sí, se queda con su dinero para donarlo a los pobres y a los presidiarios.
Una vez en Marsella, Maximilien pide a Dantès que cumpla su parte del trato, pero el conde tenía razón: su dolor se disipa cuando ve a Valentine, viva, y puede estar para siempre con ella. La justicia es completa cuando Edmond, después de donar todas sus pertenencias ahora que ya no las necesita, se va a vivir con Mercedes a su casa en la villa de los catalanes, de manera sencilla, como tenían planeado veinte años atrás.

## Reparto
- Gérard Depardieu ... Edmond Dantès, Conde de Montecristo, Lord Wilmore, Padre Busoni
- Ornella Muti ... Mercedes Igualada
- Jean Rochefort ... Fernand de Morcerf
- Pierre Arditi ... Villefort
- Sergio Rubini ... Bertuccio
- Florence Darel ... Camille de la Richardais
- Christopher Thompson ... Maximilien Morrel
- Stanislas Merhar ...  Albert de Morcerf
- Julie Depardieu ...  Valentine de Villefort
- Hélène Vincent ...  Héloïse de Villefort
- Michel Aumont ...  Baron Danglars
- Constanze Engelbrecht ...  Hermine Danglars
- Georges Moustaki ...  Abate Faria
- Roland Blanche ...  Caderousse
- Jean-Claude Brialy ...  Morrel (padre)
- Inés Sastre ...  Haydée de Yánina
- Serge Merlin ...  Noirtier de Villefort
- Jean-Marc Thibault ...  Barrois
- Thierry de Peretti ...  Toussaint
- Patrick Bouchitey ... Beauchamp
- Stéphan Guérin-Tillié ... Franz d'Épinay
- Guillaume Depardieu ... Edmond Dantès (joven)
- Naike Rivelli ... Mercedes Igualada (joven)
- Julien Rochefort ... Fernand Mondego (joven)
- Dimitri Rataud ... Danglars (joven)
- Michel Bompoil ... Villefort (joven)
- Arthur Nauzyciel ... Caderousse (joven)

## Principales diferencias con la novela
- En la miniserie, Bertuccio es un evadido de la policía italiana, que no tiene ninguna implicación ni con los amigos ni con los enemigos de Dantès, y que desde un inicio entra al servicio de Montecristo, al que le es fiel incondicionalmente. En la novela, aunque Bertuccio termina, efectivamente, sirviendo a Montecristo como criado, se trata de la persona que rescató al hijo de Villefort y de la baronesa Danglars de morir enterrado vivo y que intentó matar al fiscal esa misma noche. En el texto original, Bertuccio acaba siendo el dueño de la casa en Auteuil donde Villefort y Hermine Danglars se veían a escondidas, y de este modo puede presentar las pruebas en su contra.
- Camille de la Richardais no existe en la novela. En la miniserie es la amante de Montecristo, dueña de la casa de Auteuil, y es quien pide a Montecristo que empiece a perdonar. En cambio, en el texto de Dumas, Montecristo se empieza a cuestionar él mismo su aptitud para impartir justicia a raíz de su incapacidad para impedir la muerte de Édouard, el hijo de Héloïse y el fiscal Villefort y que no existe en la miniserie, a manos de su propia madre, que se suicida después. Los motivos de su suicidio son los mismos que en el cine: Villefort ha descubierto que es una asesina y le hace elegir entre el suicidio y la pena de muerte.
- En la novela, es Montecristo quien incita a Héloïse a experimentar con venenos.
- En la obra de Dumas, el hijo de Villefort y Hermine Danglars no se llama Toussaint, sino que se apoda Andrea Cavalcanti, que declara en un juicio que el fiscal es su padre. En la miniserie esto no se llega a producir, aunque se deja una puerta abierta a que ocurra. En el libro, Villefort se vuelve loco después de admitir su culpabilidad y quedarse solo, pues cree muerta a Valentine por envenenamiento y Heloïse y Édouard mueren de verdad por este mismo método.
- Igual que en el cine, en la novela es el hijo de Villefort y la baronesa quien apuñala a Caderousse, pero no para huir con el botín robado en casa de Montecristo, sino porque el antiguo tabernero le chantajea, amenazando con contar públicamente sus orígenes.
- En la obra literaria, es Montecristo quien manipula, a través de una compleja trama financiera, el mercado de bonos para llevar a Danglars a la ruina. En la película el procedimiento es mucho más simple: Danglars comete el error de confiar en Montecristo y en Lord Wilmore en cuanto a los negocios donde debe invertir, además de ser víctima de los bulos que siembra el Conde de Montecristo para que el barón venda sus títulos en bolsa sin necesidad.
- En la miniserie, el matrimonio Danglars no tiene hijos, aparentemente por la esterilidad de Hermine. En la novela el matrimonio tiene una hija, Éugenie, que inicialmente está prometida a Albert de Morcerf y más tarde a Andrea Cavalcanti. En el texto original se da a entender que es lesbiana.
- Aunque en esta película se presenta a Morcerf, a Danglars, a Villefort y a Caderousse (por encubrirlos) como principales culpables de la trama que encarceló a Dantès, Fernand de Morcerf es presentado como el principal causante. Tal vez sea porque en la miniserie no se menciona qué interés tenía Danglars en la desaparición de Dantès. En la novela, en cambio, es Danglars el principal instigador de la conspiración, por celos de la vida del marino, ya que todos le quieren y le respetan más que a él.
- Aunque, igual que en la miniserie, en la novela Edmond y Mercedes (cuyo apellido de soltera es Herrera y no Igualada como se dice en la película) nunca han dejado de quererse, en la novela no terminan juntos. Los obstáculos entre ellos (el matrimonio de Mercedes con Fernand y la relación de Montecristo con la esclava Haydée) son insalvables. Edmond Dantès se retira a un lugar desconocido (se cree que a Grecia) con Haydée, que le ha declarado su amor. Aun así, Mercedes sí regresa a Marsella para llevar una vida tranquila, renunciando a su nombre y a sus bienes, como ocurre en el cine.

## Otros datos
La versión joven de los protagonistas de la historia, Edmond Dantès, Mercedes Igualada y Fernand Mondego, es interpretada en esta película por los mismos hijos de los artistas que interpretan la versión mayor de los mismos personajes: Guillaume Depardieu, que interpreta a Edmond Dantès joven, era hijo de Gérard Depardieu, Naike Rivelli, que da vida a Mercedes Igualada veinte años atrás, es la hija de Ornella Muti y Julien Rochefort es hijo de Jean Rochefort, que interpreta a Fernand Mondego.[cita requerida]
La película se rodó en múltiples localizaciones, que incluyen Malta, Marsella, Nápoles y París.[cita requerida]

## El autor del libro
Alejandro Dumas, novelista y dramaturgo francés del periodo romántico (conocido como Dumas padre), es uno de los escritores franceses más leídos. Nació en Villers-Cotterêts, Aisne, el 24 de julio de 1802. Era hijo de un general y nieto de un noble afincado en Santo Domingo. Había recibido una escasa educación formal, pero mientras trabajaba para el duque de Orleans, en París, leía con voracidad, sobre todo historias de aventuras de los siglos XVI y XVII, asistía a las representaciones de una compañía inglesa shakespeariana y comenzó a escribir obras de teatro.[cita requerida]
La Comédie Française produjo su obra Enrique III y su corte en 1829 y el drama romántico Cristina en 1830; ambas obtuvieron un éxito rotundo. Dumas fue un escritor muy prolífico, con cerca de 1.200 volúmenes publicados firmados con su nombre. Además de novelas históricas, la obra de Dumas incluye las obras de teatro Antonio (1831), La torre de Nesle (1832), Catherine Howard (1834), Kean, o desorden y genio (1838) y El alquimista (1839), así como numerosas dramatizaciones de su propia ficción.[cita requerida]